# The Atrocity Exhibition – Exhibit A
The Atrocity Exhibition – Exhibit A (engl.: Die Ausstellung der Abscheulichkeiten – Ausstellungsstück A) ist das achte Studioalbum der US-amerikanischen Thrash-Metal-Band Exodus. Das Album wurde am 26. Oktober 2007 via Nuclear Blast veröffentlicht. Es markiert die Rückkehr von Schlagzeuger Tom Hunting und enthält die Singleauskopplung „Riot Act“.

## Entstehung
Im März 2007 kehrte Schlagzeuger Tom Hunting zur Band zurück, nachdem er seine privaten Probleme, die zu seinem zwischenzeitlichen Ausstieg führten, lösen konnte. Hunting löste Paul Bostaph wieder ab, der auf dem Vorgängeralbum Shovel Headed Kill Machine zu hören war.
Gitarrist Gary Holt hat alle Lieder geschrieben und alle Texte verfasst. Eine Ausnahme ist das Lied „Children of a Worthless God“, bei dem Lee Altus den größten Teil der Musik und Rob Dukes den Text geschrieben haben. Der Albumtitel ist der gleichnamigen Novelle des britischen Autors James Graham Ballard entnommen.
Die Aufnahmen begannen am 10. Juni 2007 in den „Sharkbite Studios“ in Oakland. Während der Aufnahmen entstanden mehr als die neun Lieder, die tatsächlich auf dem Album landeten. Schließlich nahm die Band vier weitere Lieder fertig auf, die auf dem nächsten Studioalbum erscheinen sollten. Die Aufnahmen zu diesem Album waren für Ende 2008 geplant, fanden aber schließlich erst im Dezember 2009 statt. Produziert und abgemischt wurde „The Atrocity Exhibition – Exhibit A“ von Andy Sneap in den Backstage Studios in Derby.
Am 17. Oktober 2007 wurde das komplette Album auf der MySpace-Seite der Band als Stream angeboten. Für das Lied „Riot Act“ wurde im September 2007 ein Musikvideo gedreht. Regie führte Jon Schnepp.

## Hintergründe
Die von Gary Holt verfassten Texte richten sich gegen organisierte Religion, die Holt in einem Interview als „Gift“ bezeichnete. „Children of a Worthless God“ handelt vom islamischen Fundamentalismus. Das Titellied und „Iconoclasm“ handeln vom Christentum als Möglichkeit, Menschen zu kontrollieren. „As it Was, As it Soon Shall Be“ beschäftigt sich mit dem Irakkrieg. In „Riot Act“ geht es um Revolution und Anarchie.

## Rezeption
Das deutsche Rock-Hard-Magazin kürte „The Atrocity Exhibition – Exhibit A“ zum „Album des Monats“. Der Redakteur Frank Albrecht würdigte das Album als „eine Platte, die dem Thrash Metal zu neuer Energie verhelfen kann“ und einen „Pflichtkauf für alle Thrash-Lunatics und andere Leute, die es hart, schnell und stilvoll lieben“.
Das Album erreichte Platz 74 in den deutschen Albumcharts. In den USA verkaufte sich das Album in der ersten Woche 3.600 Mal.

## Titelliste
1. Call to Arms (1:33) (Gary Holt)
2. Riot Act (3:37) (Holt)
3. Funeral Hymn (8:38) (Holt)
4. Children of a Worthless God (8:25) (Lee Altus, Holt, Rob Dukes)
5. As It Was, As It Soon Shall Be (5:16) (Holt)
6. The Atrocity Exhibition (10:33) (Holt)
7. Iconoclasm (7:54) (Holt)
8. The Garden of Bleeding (5:49) (Holt)
9. Bedlam 1-2-3 (8:00) (Holt)
10. Bonded by Banjo (1:43) (Holt, Paul Baloff)
11. Unbetitelter Hidden Track (0:06)

### Wissenswertes
- Der Song „Bedlam 1-2-3“ weist eigentlich insgesamt eine Spielzeit von 19:51 auf, endet allerdings bereits bei einer Spielzeit von 8:00. Anschließend folgt eine Stille bis 18:07, ehe der Hidden Track „Bonded by Banjo“ (manchmal auch „Banjoed by Blood“ betitelt) beginnt. Der Hidden Track stellt eine Neueinspielung des Bandklassikers „Bonded by Blood“ im Country-Stil dar. Eingespielt wurde dieses Remake von Tom Hunting am Mikro und Jack Gibson am Banjo.
- Der unbetitelte Hidden Track und eigentliche Track 10 auf der CD dauert nur sechs Sekunden. Dabei hört man jemanden, eventuell ein Bandmitglied, die Worte „That Was Some Heavy Shit“ schreien.